# June Richmond
June Richmond  (* 9. Juli 1915 in Chicago, Illinois; † 14. August 1962 in Göteborg, Schweden) war eine US-amerikanische Jazzsängerin und Schauspielerin.

## Leben
June Richmond gilt als die erste afroamerikanische Jazzsängerin, die regulär in einer „weißen“ Band sang, als sie 1938 mit Jimmy Dorseys Orchestra auftrat. Sie arbeitete vorher bei Les Hite in Kalifornien; nach ihrer Zeit bei Dorsey trat sie bei Cab Calloway (1938) auf und arbeitete dann von 1939 bis 1942 in Andy Kirks Orchester. Nachdem sie Kirk verlassen hatte, startete sie erfolgreich eine Karriere als Solistin; ab 1948 trat sie meist in Europa auf. Sie ließ sich zunächst in Frankreich nieder, wo sie u. a. mit Henri Renaud arbeitete, und später in Skandinavien.
Ihre einzigen Aufnahmen unter eigenem Namen entstanden 1951, als sie vier Titel in Stockholm mit Svend Asmussen einspielte; 1957 entstanden in Paris weitere vier Nummern mit dem Orchester von Quincy Jones, „I Gotta Right to Sing the Blues“, „Sleep“, „Everybody's Doing It“ und „Between the Devil and the Deep Blue Sea“. Daneben trat sie in den 1940er und 1950er Jahren in einigen Musik- und Spielfilmen auf, so 1957 an der Seite von Peter Alexander, Bibi Johns und Rudolf Platte in der Erik-Ode-Musikkomödie Liebe, Jazz und Übermut.

June Richmond starb im Alter von 47 Jahren an einem Herzinfarkt.

## Filmografie (Auswahl)
- 1937: Murder in Swingtime
- 1944: Carolina Blues
- 1945: Baby Don’t You Love Me Anymore
- 1947: Reet, Petite, and Gone
- 1947: Ebony Parade
- 1948: The Dreamer
- 1953: Unter den Lichtern von Paris
- 1957: The Benny Hill Show (1 Folge)
- 1957: Liebe, Jazz und Übermut
- 1959: Weekend show: Amuzementsprogramma met vedetten uit binnen- en buitenland
- 1961: Am Abend ins Odeon (1 Episode)

## Diskographische Hinweise
- Cab Calloway: 1938–1939 (Classics)
- Andy Kirk: 1939–1940, 1943–1949 (Classics)
- Jazz in Paris – Harold Nicholas – June Richmond – Andy Bey (Emarcy)